# Mária Šofranko
Mária Šofranko (ur. 30 czerwca 1970) – nauczycielka, działaczka społeczna i – polityk słowacka, posłanka do Rady Narodowej z ramienia partii Zwyczajni Ludzie i Niezależne Osobistości wybrana w wyborach parlamentarnych w 2020 roku.